# Élections sénatoriales françaises de 2001
Cet article fournit un résumé des résultats des élections sénatoriales françaises de 2001 qui ont eu lieu le 23 septembre 2001.

## Répartition des sièges[1]
- Nombre total des sièges : 321 [24] [25]

- Groupe communiste, républicain et citoyen
  - 23 membres

- Groupe de l'Union centriste 
  - 51 membres
  - 2 rattachés

- Groupe des républicains et des indépendants
  - 38 membres
  - 2 rattachés

- Groupe du Rassemblement démocratique et social européen
  - 18 membres
  - 1  rattaché

- Groupe du Rassemblement pour la République
  - 83 membres
  - 4 apparentés
  - 9 rattachés

- Groupe socialiste
  - 80 membres
  - 2 apparentés
  - 1 rattaché

- Sénateurs non inscrits à un groupe : 6

## Résultats par département[2]

### Résultats par département
Les noms des sénateurs ne se représentant pas figurent en italique.
| N° | Département         | Sénateur sortant   | Groupe | Groupe | Candidat élu ou réélu | Groupe | Groupe |
| -- | ------------------- | ------------------ | ------ | ------ | --------------------- | ------ | ------ |
| 37 | Indre-et-Loire      | Jean Delaneau      |        | RI     | Yves Dauge            |        | SOC    |
| 37 | Indre-et-Loire      | James Bordas       |        | RI     | Marie-France Beaufils |        | CRC    |
| 37 | Indre-et-Loire      | Dominique Leclerc  |        | RPR    | Dominique Leclerc     |        | RPR    |
| 38 | Isère               | Guy-Pierre Cabanel |        | RDSE   | Louis Mermaz          |        | SOC    |
| 38 | Isère               | Charles Descours   |        | RPR    | Annie David           |        | CRC    |
| 38 | Isère               | Jean Boyer         |        | RI     | Bernard Saugey        |        | RI     |
| 38 | Isère               | Jean Faure         |        | UC     | Jean Faure            |        | UC     |
| 39 | Jura                | André Jourdain     |        | RASNAG | Gérard Bailly         |        | RPR    |
| 39 | Jura                | Pierre Guichard    |        | RDSE   | Gilbert Barbier       |        | RDSE   |
| 40 | Landes              | Jean-Louis Carrère |        | SOC    | Jean-Louis Carrère    |        | SOC    |
| 40 | Landes              | Philippe Labeyrie  |        | SOC    | Philippe Labeyrie     |        | SOC    |
| 41 | Loir-et-Cher        | Pierre Fauchon     |        | UC     | Pierre Fauchon        |        | UC     |
| 41 | Loir-et-Cher        | Jacques Bimbenet   |        | RDSE   | Jacqueline Gourault   |        | UC     |
| 42 | Loire               | Louis Mercier      |        | UC     | Jean-Claude Frécon    |        | SOC    |
| 42 | Loire               | Lucien Neuwirth    |        | RPR    | Josiane Mathon-Poinat |        | CRC    |
| 42 | Loire               | Guy Poirieux       |        | RI     | Michel Thiollière     |        | UC     |
| 42 | Loire               | Bernard Fournier   |        | RPR    | Bernard Fournier      |        | RPR    |
| 43 | Haute-Loire         | Adrien Gouteyron   |        | RPR    | Adrien Gouteyron      |        | RPR    |
| 43 | Haute-Loire         | Guy Vissac         |        | RPR    | Jean Boyer            |        | UC     |
| 55 | Meuse               | Rémi Herment       |        | UC     | Gérard Longuet        |        | RI     |
| 55 | Meuse               | Michel Rufin       |        | RPR    | Claude Biwer          |        | UC     |
| 66 | Pyrénées-Orientales | Paul Blanc         |        | RPR    | Paul Blanc            |        | RPR    |
| 66 | Pyrénées-Orientales | René Marquès       |        | UC     | Jean-Paul Alduy       |        | UPM    |

## Président du Sénat
M. Christian Poncelet, élu le 1er octobre 2001.
| Candidat             | Candidat             | Département d’élection | Parti                | Voix | %     |
| -------------------- | -------------------- | ---------------------- | -------------------- | ---- | ----- |
|                      | Christian Poncelet   | Vosges                 | RPR                  | 201  | 65,69 |
|                      | Claude Estier        | Paris                  | SOC                  | 105  | 34,31 |
|                      |                      |                        |                      |      |       |
| Votes exprimés       | Votes exprimés       | Votes exprimés         | Votes exprimés       | 306  | 96,23 |
| Votes blancs ou nuls | Votes blancs ou nuls | Votes blancs ou nuls   | Votes blancs ou nuls | 12   | 3,77  |
| Votants              | Votants              | Votants                | Votants              | 318  | 100   |